# Hylaeus maculipennis
Hylaeus maculipennis är en biart som först beskrevs av Smith 1879.  Hylaeus maculipennis ingår i släktet citronbin, och familjen korttungebin. Inga underarter finns listade i Catalogue of Life.